# Костанда, Апостол Спиридонович
Апостол Спиридонович Костанда (1817—1898) — генерал от артиллерии (1878) русской императорской армии, генерал-адъютант (1874). Командующий войсками Московского военного округа (1888—1896).

## Биография
Родился 12 (24) декабря 1817 года в одесской семье греческого происхождения. Учился в Ришельевском лицее и в 1836 году поступил фейерверкером лёгкой батареи гвардейской конной артиллерии и 6 февраля 1840 года Костанда был произведён в офицеры. В 1849 году получил в командование лёгкую батарею гвардейской конной артиллерии и в том же году был произведён в полковники.
Во время Восточной войны Костанда был командирован в действующую армию в распоряжение главнокомандующего. В 1854 году он был начальником штаба в отряде генерала Бельгарда и участвовал в бою при Четати, во время которого командовал кавалерией левого фланга, а при отступлении — авангардом. Затем Костанда был назначен состоять в распоряжении генерала Шильдера и командовал отдельным отрядом (2 батальона, 10 орудий и сапёрная рота), имевшим целью действовать против турецкой флотилии на Дунае у Рущука. Далее Костанда сформировал полк из валахов, болгар, сербов и греков, с которым вошел в состав Мало-Валахскского отряда и принимал участие в боевых действиях. При осаде Силистрии во время штурма Арабского форта Костанда был ранен пулей в ногу и контужен осколком гранаты, вследствие чего должен был вернуться в Санкт-Петербург.
11 марта 1854 года полковник Костанда был удостоен золотой сабли с надписью «За храбрость».
6 декабря 1858 года Костанда был назначен состоять при генерал-фельдцейхмейстере и произведён в генерал-майоры. В 1863 году он принял участие в усмирении польского мятежа и за отличие в деле при Оссове был награждён орденом св. Анны 1-й степени с мечами (в 1868 году получил императорскую корону к этому ордену). С 1863 по 1896 год Костанда занимал ряд должностей: командующего 8-й пехотной, начальника 5-й пехотной и 2-й гренадерской дивизий, начальника артиллерии Варшавского (с 1872) и Петербургского (с 1879) военных округов, помощника главнокомандующего войсками гвардии и Петербургского военного округа (1879—1888)) и командующего войсками Московского военного округа (1888—1896); 30 августа 1864 года произведён в генерал-лейтенанты, 29 июня 1874 года назначен генерал-адъютантом, 16 апреля 1878 года получил чин генерала от артиллерии.
В промежутке между отставкой князя В. А. Долгорукого и прибытием великого князя Сергея Александровича, с 28 февраля по 5 мая 1891, Костанда временно исправлял должность московского генерал-губернатора. В 1896 году был назначен членом Государственного совета.
Несмотря на низкий рост, Костанда в молодости был очень красив (в его честь в альманахе 1840-х «Утренняя заря» были даже напечатаны стихи), отличался мягким и тихим характером и набожностью, был очень любим при дворе, находился очень часто под сильным влиянием окружающих (например, своего начальника штаба в Московском военном округе генерала С. М. Духовского). Будучи командующим войсками Московского военного округа, Костанда, «следуя влечению своего доброго сердца», принимал большое участие в устройстве «бесплатной больницы военных врачей» в Москве, и ему же обязан сооружением лагерный храм на Ходынке.
Умер 23 ноября (5 декабря) 1898 года.

## Чины и награды
- В службу вступил (06.02.1834)[4]
- Прапорщик (06.08.1840)
- Подпоручик (14.04.1842)
- Поручик (11.04.1843)
- Штабс-капитан (06.12.1847)
- Капитан (04.04.1848)
- Полковник (13.11.1849)
- Генерал-майор (06.12.1858)
- Генерал-лейтенант (30.08.1864)
- Генерал-адъютант (29.06.1874)
- Генерал от артиллерии (16.04.1878)

Российские:
- Орден Святой Анны 3-й степени (1845)[4]
- Орден Святого Владимира 4-й степени (1852)
- Золотая сабля с надписью «За храбрость» (1854)
- Орден Святой Анны 2-й степени с мечами (1854)
- Императорская корона к ордену Святой Анны 2-й степени (1855)
- Знак отличия за XV лет беспорочной службы (1855)
- Орден Святого Станислава 2-й степени с императорской короной (1856)
- Орден Святого Владимира 3-й степени (1857)
- Орден Святого Станислава 1-й степени (1862)
- Орден Святой Анны 1-й степени с мечами (1863)
- Императорская корона и мечи к ордену Святой Анны 1-й степени (1868)
- Орден Святого Владимира 2-й степени (1870)
- Орден Белого орла (17.04.1873)
- Орден Святого Александра Невского (30.08.1882)
- Алмазные знаки к ордену Святого Александра Невского (06.05.1886)
- Орден Святого Владимира 1-й степени (01.01.1890)
- Знак отличия за L лет беспорочной службы (1894)
- Орден Святого Андрея Первозванного (14.05.1896)

Иностранные:
- Австрийский орден Железной короны 1-й степени (1873)
- Прусский орден Красного Орла 1-й степени (1874)
- Черногорский орден Данило I 1-й степени (1883)
- Прусский орден Красного Орла, большой крест (1888)
- Греческий орден Спасителя, большой крест (1891)
- Итальянский орден Святых Маврикия и Лазаря, большой крест (1891)
- Алмазные знаки к прусскому ордену Красного Орла, большой крест (1891)
- Сербский орден Таковского креста 1-й степени (1892)
- Французский орден Почётного Легиона, большой офицерский крест (1892)
- Шведский орден Святого Олафа, большой крест (1892)
- Бухарский орден Благородной Бухары с бриллиантами (1893)
- Саксен-Кобург-Готский орден Эрнестинского Дома, большой крест (1896)
- Саксен-Веймарский орден Белого сокола, большой крест (1896)
- Саксонский орден Альбрехта, большой крест (1896)
- Румынский орден Звезды Румынии, большой крест (1896)

## Семья
Костанда женился (22.10.1852) на Агофоклее Александровне Сухаревой (1832—1896), внучке генерал-майора А. Д. Сухарева. От бабушки Агафоклеи Марковны унаследовала имение Агафоново в Боровичском уезде Новгородской губернии. Благодаря заслугам мужа вошла в число кавалерственных дам (31.10.1894). Супруги похоронены на Тихвинском кладбище в Александро-Невской лавре.
Определением Правительствующего сената, от 25 февраля 1864 года, утверждено постановление С.-Петербургского дворянского депутатского собрания от 1 августа 1863 года, о внесении во вторую часть дворянской родословной книги генерал-майора Апостола Спиридоновича Костанда, по личным заслугам, вместе с женой его Агафоклеей Александровной и сыном Александром. Герб Высочайше утверждён 20 марта 1869 года и внесён в Часть 13 Общего гербовника дворянских родов Всероссийской империи (с. 98).